# Pixel 4
Il Pixel 4 ed il Pixel 4 XL sono due smartphone Android facenti parte della linea Google Pixel. Sono stati presentati il 15 ottobre 2019 e commercializzati a partire dal 24 ottobre 2019 e fino all'agosto 2020. Sostituiscono i Pixel 3 e 3 XL e sono stati sostituiti dal Pixel 5.

## Storia
Google, dopo la circolazione di alcuni rendering, ha confermato il design di questi dispositivi nel giugno 2019.
Negli Stati Uniti sono i primi Google Pixel ad essere commercializzati da tutti i principali operatori, mentre i precedenti modelli erano esclusiva di Verizon e Google Fi. È poi ovviamente stato possibile in versione senza SIM lock direttamente dal Google Store.
Il 10 gennaio 2020, in occasione del Black Friday, gli smartphone sono stati scontati.

## Specifiche

### Design e hardware

Schema della parte posteriore di Pixel 4; il quadrato nero in alto a sinistra è il modulo della fotocamera.

I Pixel 4 e 4 XL sono costruiti utilizzando un telaio in alluminio ed un vetro Gorilla Glass 5. I dispositivi sono stati disponibili nei colori Just Black, Clearly White e Oh So Orange: i modelli bianco e arancione hanno una finitura in vetro opaca "soft touch", mentre il nero dispone di una finitura lucida. Il telaio è verniciato di nero su tutti i modelli, mentre il pulsante di accensione è realizzato in plastica.
Il connettore USB-C presente nella parte inferiore può essere utilizzato sia per la ricarica che per l'uscita audio, sebbene nella confezione non sia incluso un adattatore. Dispongono poi di due altoparlanti stereofonici, ma a differenza del Pixel 3 — dove entrambi sono sul fronte—uno si trova nella parte frontale mentre l'altro a fianco del connettore USB-C. Non dispongono più di un lettore di impronte digitali, sostituito da un nuovo sistema di riconoscimento biometrico basato sul riconoscimento facciale.
Entrambi i modelli utilizzano il system-on-a-chip Qualcomm Snapdragon 855 (composto da otto core Kryo 485, una GPU Adreno 640 e un DSP Hexagon 690), con 6 GB di RAM LPDDR4X. Lo storage è da 64 o 128 GB, non espandibili. La batteria ai polimeri di litio, ha una capienza di 2800 milliamperora sul Pixel 4 e 3700 sul 4 XL. Entrambi supportano la ricarica Qi fino a 18 watt. Come i loro predecessori, i telefoni hanno un grado di protezione dall'acqua IP68 secondo lo standard IEC 60529. Dispongono poi del Pixel Neural Core, successore del Pixel Visual Core.
I dispositivi sono dotati di un display OLED prodotto da Samsung con supporto all'high-dynamic-range video con una frequenza d'aggiornamento fino 90 Hertz, regolata dinamicamente per preservare l'autonomia. Entrambi gli schermi sfruttano un rapporto d'aspetto più ampio di 19:9, con una diagonale di 5,7 pollici sul Pixel 4 e di 6,3 sul 4 XL Pixel 4. A differenza del Pixel 3 XL, il display del Pixel 4 XL non presenta una notch.
Pixel 4 include due fotocamere posteriori posizionate all'interno di un modulo quadrato rialzato. Ospita un obiettivo da 28 mm con un rapporto focale f/1.7, ovvero lo stesso sensore da 12,2 megapixel dei Pixel 3 e 3a (Sony Exmor IMX363). Dispone poi di un secondo teleobiettivo da 48 mm f/2.4 con sensore da 16 megapixel. Entrambi sono in grado di registrare video con risoluzione 4K, ma soltanto con una frequenza dei fotogrammi 30p. In un tweet, Google ha dichiarato che ha scelto di non implementare una frequenza maggiore per ridurre la dimensione del video registrato, afferma poi che Pixel 4 può acquisire uno zoom ottico fino ad 8x. Inoltre, utilizza Google Camera 7.1 con miglioramenti software quali Live HDR + con doppi controlli dell'esposizione, Night Sight migliorato con modalità astrofotografia e modalità ritratto migliorata con Bokeh più realistico. Include una singola fotocamera frontale grandangolare (90 °) con un sensore da 8 megapixel. La modalità astrofotografia di Pixel 4 è in grado di effettuare uno shift-and-add di 16 esposizioni, ciascuna con un tempo di esposizione di 15 secondi.

#### Motion Sense
Pixel 4 segna l'introduzione di Motion Sense, un sistema di riconoscimento dei gesti basato su un radar. Si basa sulla tecnologia Project Soli sviluppata da Google ATAP come alternativa ai sistemi basati sulla luce infrarossa. Motion Sense può rilevare la vicinanza di un utente al dispositivo per poter attivare il display o rilevare gesti.
A causa dell'utilizzo delle frequenze a 60 gigahertz a Google è stato richiesto di ottenere un'approvazione specifica per il sistema radar in tutti i paesi in cui il Pixel 4 viene venduto, la funzionalità infatti non è disponibile nei paesi che non hanno rilasciato il nulla osta. Al momento del lancio, Google ha dichiarato che la funzionalità era disponibile esclusivamente in Australia, Canada, la maggior parte degli Stati dell'Europa, Singapore, Taiwan e Stati Uniti. Pixel 4 e 4 XL, per l'assenza di questa certificazione, non sono mai stati disponibili in India, la quale ha continuato ad importare il precedente Pixel 3a.

### Software
Pixel 4 e 4 XL sono stati commercializzati con Android 10 e Google Camera 7.1 di serie. Dispongono poi di un registratore vocale con trascrizione dal vivo e classificazione dei suoni. Anche la nuova versione dell'Assistente Google contiene alcuni miglioramenti, consente infatti un riconoscimento migliore lato client dei comandi locali sul dispositivo (anziché interrogare i server di Google).